# Guerra Luso-Persa
A guerra luso-persa aconteceu entre 1507 e 1622 e envolveu o Império Português e seu vassalo, o Reino de Ormuz, de um lado, e o Império Safávida com a ajuda do Reino da Inglaterra, do outro. Nesse momento, Portugal estabeleceu seu controle durante cerca de 80 anos em Ormuz e no Bahrein, capturando algumas outras ilhas e portos, como Queixome e Cambarão por alguns anos. O conflito chegou ao fim quando o xá safávida, Abas I, conquistou os territórios portugueses forçando-os a abandonar o Golfo Pérsico.
Em setembro de 1507, o português Afonso de Albuquerque desembarcou na Ormuz. Portugal ocupou Ormuz de 1515 a 1622. Como um vassalo do Estado Português, o Reino de Ormuz participou conjuntamente na invasão do Barém 1521 que acabou com o regime dos jabrididas do arquipélago do Golfo Pérsico.
Após os portugueses fazerem várias tentativas frustradas de assumir o controle de Baçorá, o governante safávida Abas I conquistou Ormuz com a ajuda dos ingleses, e expulsou os portugueses do restante do Golfo Pérsico, com exceção de Mascate. Os portugueses voltara ao Golfo Pérsico, no ano seguinte como aliados de Afrassíabe, o paxá de Baçorá, contra os persas.

## A captura de Ormuz pelos portugueses

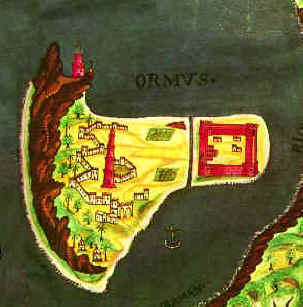
Mapa português de Ormuz, do século XVII

A captura de Ormuz foi o resultado de um plano do rei de Portugal, D. Manuel I, que em 1505 tinha resolvido frustrar o comércio muçulmano no oceano Índico através da captura de Adém, para bloquear o comércio através de Alexandria; Ormuz, para bloquear o comércio através de Beirute; e Malaca para controlar o comércio com a China. A frota sob Tristão da Cunha foi enviada para capturar o forte muçulmano em Socotorá, a fim de controlar a entrada do Mar Vermelho; isso foi realizado em 1507. A principal parte da frota, em seguida, partiu para a Índia, com alguns navios restantes sob Afonso de Albuquerque.
Afonso de Albuquerque desobedeceu ordens e partiu para capturar a ilha de Ormuz. Ele obteve a apresentação do rei local ao rei de Portugal, bem como a autorização para construir um forte utilizando mão de obra local. Ele começou a construir um forte em 27 de outubro de 1507, e inicialmente planejou homens para uma guarnição, mas não poderia cumprir por causa da resistência local e a deserção para a Índia de vários de seus capitães portugueses.

## Captura do Barém
Como um vassalo do Estado Português, o Reino de Ormuz participou conjuntamente na invasão do Bahrain em 1521 que acabou com o regime jabridida do arquipélago do golfo Pérsico. O governante jabridida era nominalmente um vassalo de Ormuz, mas o rei jabridida, Mucrim ibne Zamil, havia se recusado a pagar o tributo que Ormuz exigia, o que levou a invasão sob o comando do conquistador português, António Correia. Na luta pelo Barém, a maior parte do combate foi realizada por tropas portuguesas, enquanto o almirante ormuziano, rei Xarafo, observava. Os portugueses governaram Barém através de uma série de governadores ormuzianos. No entanto, os ormuzianos sunitas não eram populares com a população xiita do Barém que sofreu desvantagens religiosas, levando a rebelião. Em um caso, o governador ormuziano foi crucificado pelos rebeldes, e o controle português chegou ao fim em 1602, após o governador ormuziano, que era um parente do rei ormuziano, começou a executar membros das principais famílias do Barém.

## A reconquista persa
Por ordem de Abas I, em 1602, o exército persa, sob o comando de Imam-Quli Khan, conseguiu expulsar os portugueses do Barém.

Em 1612, o Império Português tomou a cidade de Gamrūn e transliterou o nome para Cambarão. Quase dois anos depois (em 1615), Comorão foi tomada por Abas, o Grande depois de uma batalha naval com os portugueses e a renomeou "Porto de Abas" (Bandar-e Abbas). Em 1622, com a ajuda de quatro navios ingleses, Abas retomou Ormuz dos portugueses na captura de Ormuz (1622). Em 1622, quando os persas retomaram Ormuz, o Império Português era um dos maiores e mais poderosos impérios do mundo. A derrota dos portugueses teve muitas consequências, incluindo a derrota na guerra de Mombasa e a captura do Forte de Jesus pelo Imam de Muscat, apoiado pelo rei persa.
Com a captura baluchi-árabe do ponto de apoio fundamental de Portugal no Forte de Jesus na ilha de Mombasa (agora no Quênia) em 1698, o Império Português diminuiu e perderam a maior parte de suas terras no leste da África para os britânicos. Os britânicos reconheceram o império persa como único soberano de todo o Golfo Pérsico e isso foi mencionado no artigo 5º do Tratado Preliminar de Amizade e Aliança em 1809. Esse reconhecimento seria modificado em negociações subsequentes, incluindo o Tratado Definitivo de Amizade e Aliança, 1812, e o Tratado de Teerã, de 1814, e manteve-se no quadro das relações anglo-persas durante o próximo meio século. 